# آبشار هیکوری نوت
آبشار هیکوری نوت (به انگلیسی: Hickory Nut Falls) آبشاری است که در کارولینای شمالی، ایالات متحده آمریکا واقع شده و ارتفاع کلی ریزشگاه آن ۴۰۴ فوت (۱۲۳ متر) است.